# Terrorisme en 1968

## Événements

### Juin
- 7 juin, Espagne : un garde civil est tué par balles : c'est le premier attentat recensé d'ETA[1].